# ريجديل (ميزوري)
ريجديل (بالإنجليزية: Ridgedale)‏ هي إحدى المجتمعات الفردية (غير مصنفة) في ولاية ميزوري في الولايات المتحدة الأمريكية.